# Cavanal Hill
Cavanal Hill est une colline située près de la ville de Poteau, dans l'État de l'Oklahoma (États-Unis). Elle considérée comme la plus haute colline du monde avec 609 mètres de hauteur.

## Histoire
Witteville était une cité minière de la région de Cavanal Hill. Elle fut absorbée par Poteau pendant la Grande Dépression.